# Stilo
Stilo (Stilu en calabrés, Stylon en grecànic) és una ciutat italiana de 2.655 habitants a la Ciutat metropolitana de Reggio de Calàbria, a Calàbria, i s'insereix al circuit de les ciutats més belles d'Itàlia.

## Geografia
Stilo està situada als peus del mont Consolino. A prop de la zona boscosa de Ferdinandea s'estén el bosc de Stilo, exemple típic de bosc de la serra calabresa, amb avets, faigs i un sotabosc ric en flora i amb una presència important de brucs i grèvols. Hi ha gats salvatges, marts i diverses espècies d'ocells. Dista 150 km de Reggio de Calàbria i 75 km de Catanzaro. El territori s'estén fins a la mar, arribant a la localitat de Caldarella.

## Etimologia
Segons Barri i Marafioti, Stilo pren el nom del Stilaro i no al revés com pensa Aceti, que creu que la ciutat ha rebut aquest nom a causa de la forma de columna (en grec: Stylon) del promontori Cocinto (actual Punta Stilo), on es trobava el primer assentament. Uns altres pensen que es diu Stylon (columna), per la forma de Monte Consolino, la seva actual ubicació.

## Història

### Edat Antiga
Els orígens de Stilo estan lligats a la destrucció de la ciutat de Caulonia per Dionigi de Siracusa durant el període grec. Segons Apollinare Agresta (Vida de Sant Giovanni Therestis, 1677) es va construir a 3 llocs diferents: la primera vegada en el promontori de Cocinto, a l'edat mitjana també en aquesta àrea a la dreta del riu Assi i finalment en Monte Consolino.
Al principi era una ciutat fortificada, un oppidum de la Magna Grècia anomenat Consilinum, o en grec Kosilinon (de Kosi = poble i silinon = lluna).
Stilo, que en el període del Baix Imperi Romà era la Kaulonia italiota (els italiotes eren els descendents dels pobladors grecs), va canviar posteriorment el seu nom a Stilida.
El nom de Stilida prové del riu Stilaro, de la forma allargada del promontori i de la columna del temple de Júpiter. A l'Itinerarium Antonini se la considera una estació itinerant, distant 400 estadis (unitat de distància grega) de Locres.

### Edat mitjana

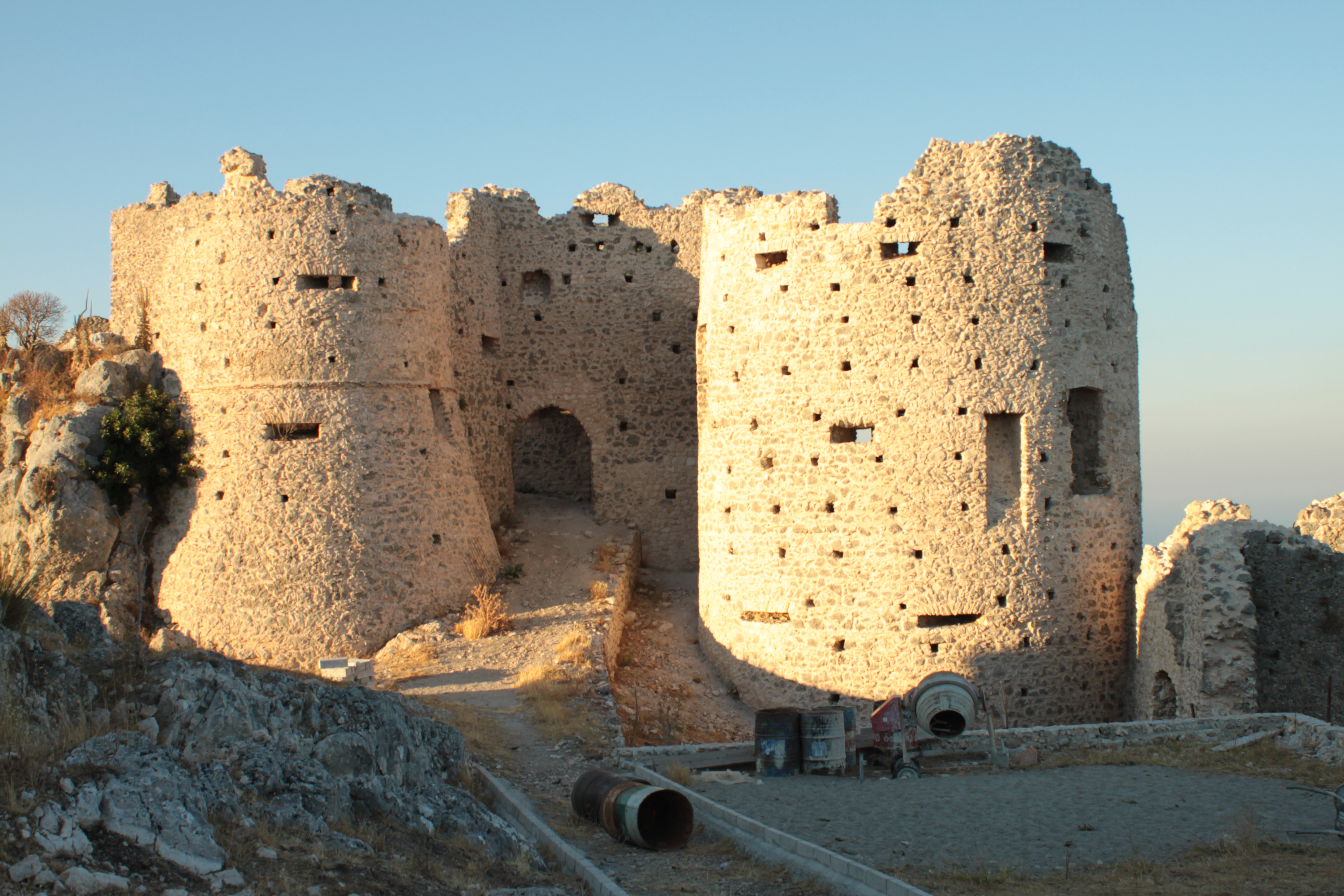
Castell normand

Al s.VI Stilida passa a forma part de l'Imperi Romà d'Orient. Es trobava prop de Punta Stilo a la dreta del riu Assi. El 15 de juliol de 982 va sofrir danys a causa de la batalla entre Otó II i els àrabs, guanyant aquests últims.

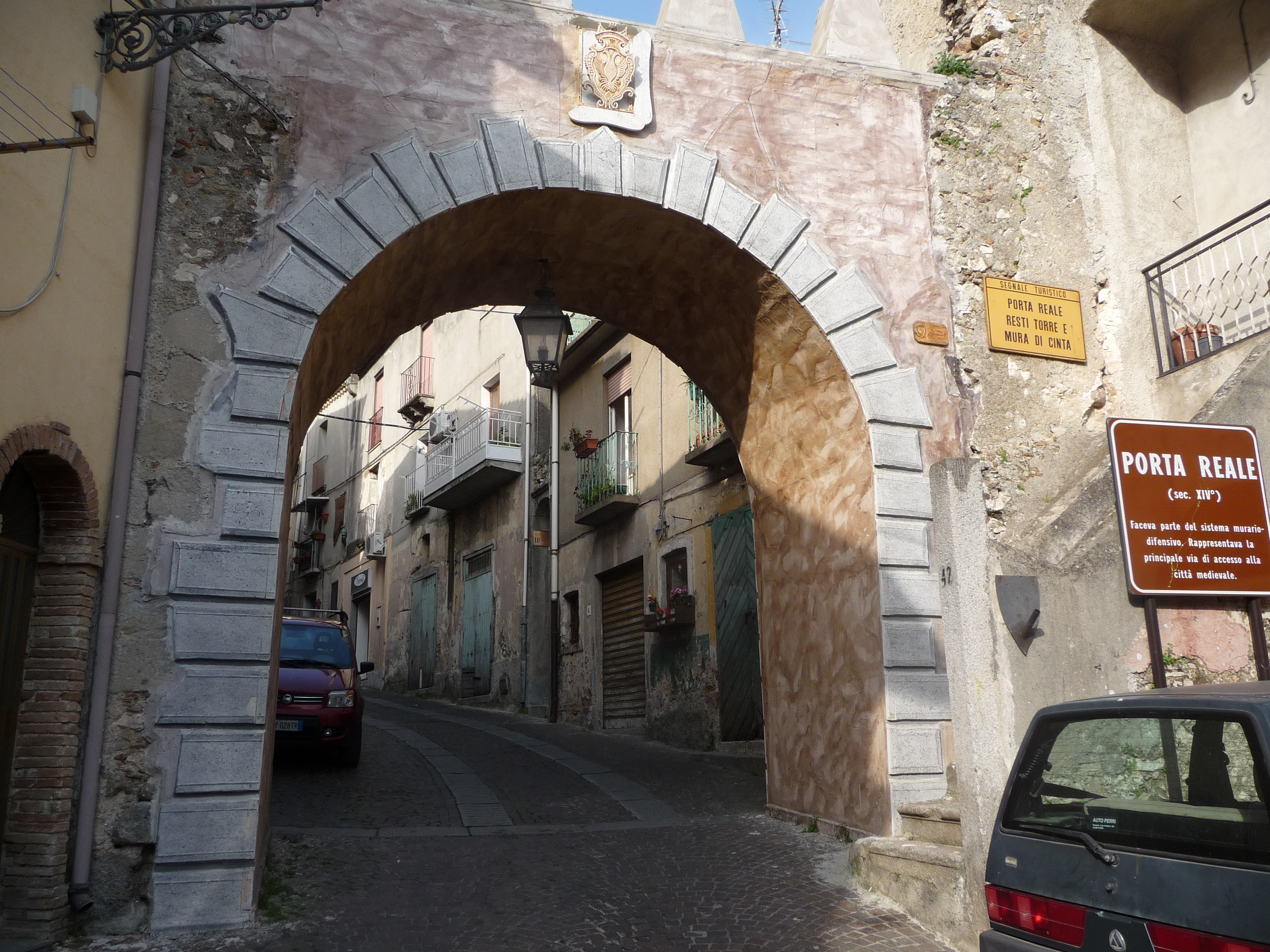
Porta reial

Durant l'edat mitjana els habitants de la costa s'anaren cap a l'interior, creant nuclis medievals a l'actual Vall de l'Stilaro; part dels habitants de Stilida es varen traslladar a Monte Consolino on hi ha l'actual Stilo. Al segle ix es va construir l'església romana d'Orient La Cattolica.
Entre 1065 i 1.071 Stilo va resistir la invasió normanda, sent posteriorment conquerida per aquests. Durant el període Normand va ser un domini reial a diferència d'altres ciutats com Cotrone, Catanzaro i Gerace que eren propietat dels senyors feudals. Va conservar aquest privilegi fins al segle xiv, quan Carles V d'Espanya els va revocar els privilegis.
En 1260 sota Carles I d'Anjou, la ciutat de Stilo va ser Demaniale (tipus de domini de propietat).

### Edat Moderna
El 1540 Carles V van vendre terrenys públics de molts llocs, entre ells Stilo, per aconseguir diners amb els quals poder defensar els territoris italians de les invasions turques. Stilo passa a mans del Marquès Culchebret d'Arena.
El 5 de setembre de 1568 va néixer a Stilo el filòsof Tommaso Campanella. El 1575 de rei d'Espanya Felip II retorna la propietat i el comtat de Stilo a l'Estat. El 1599, sota el regnat de Felip III, els espanyols aturen una revolta organitzada per Tommaso Campanella.
El 1783 Stilo va patir un terratrèmol, i el 1806 va ser saquejada per les tropes franceses.

## Llocs d'interès

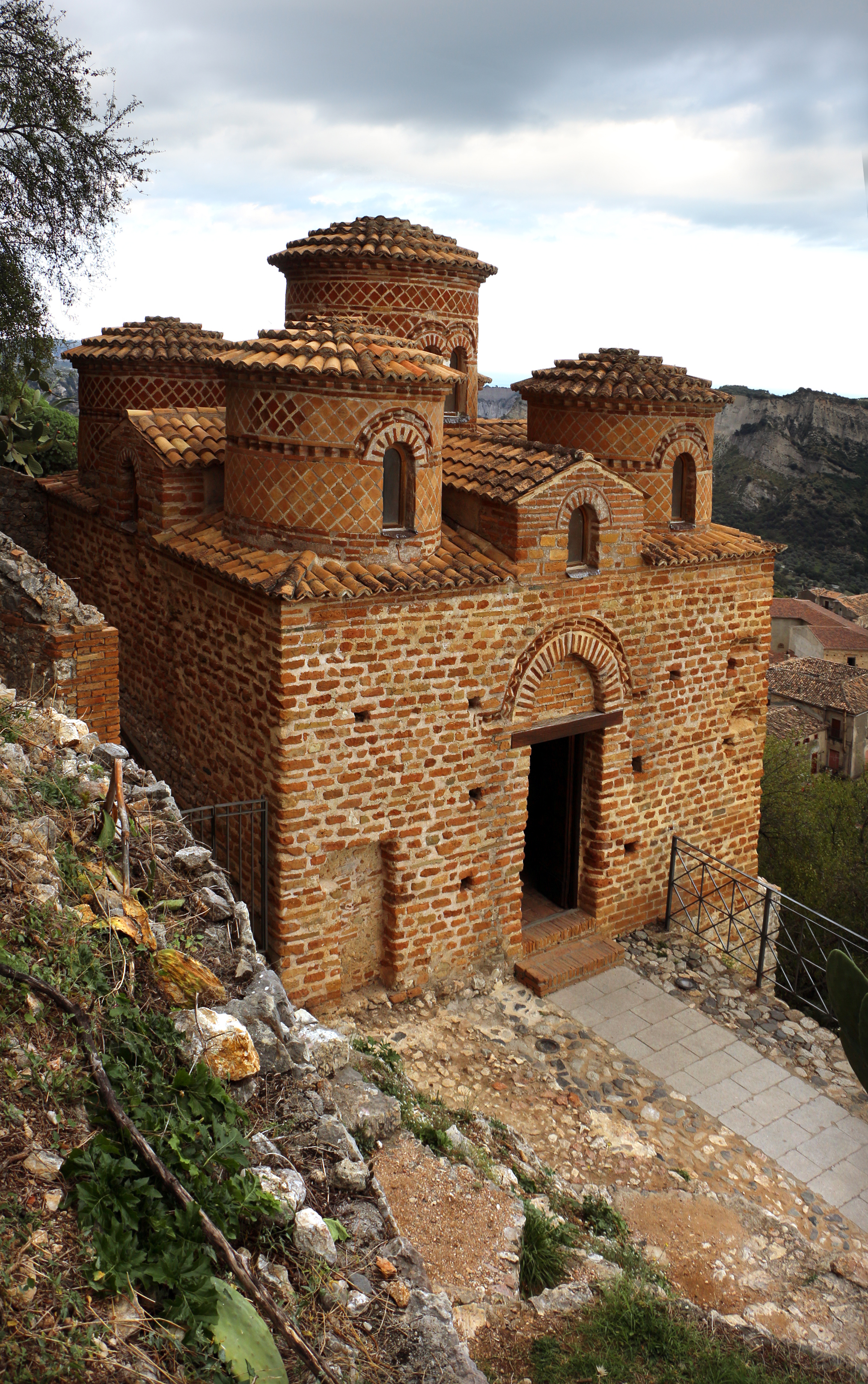
La Cattolica

La Cattolica: és una església d'estil romà d'Orient, construïda el segle x i acabada de reformar a finals de 1927. És del tipus de creu grega inscrita en un quadrat, típica del període intermedi romà d'Orient. A l'interior quatre columnes divideixen l'espai en nou parts d'aproximadament la mateixa mida. El quadrat central i els quadrats dels angles estan coberts per cúpules, del mateix diàmetre les darreres i lleugerament més elevada i amb un diàmetre major la central. A un costat hi ha tres absis.